# Kormoran białorzytny
Kormoran białorzytny (Phalacrocorax neglectus) – gatunek dużego ptaka z rodziny kormoranów (Phalacrocoracidae), zamieszkujący wybrzeża południowo-zachodniej Afryki.  Jest zagrożony wyginięciem.
SystematykaGatunek ten po raz pierwszy zgodnie z zasadami nazewnictwa binominalnego opisał w 1855 roku szwedzki badacz Johan August Wahlberg, nadając mu nazwę Graculus neglectus. Jako miejsce typowe autor wskazał wysepki u południowo-zachodnich wybrzeży Afryki. Obecnie gatunek ten umieszczany jest w rodzaju Phalacrocorax. Nie wyróżnia się podgatunków.
MorfologiaDługość ciała wynosi około 76 cm, rozpiętość skrzydeł około 132 cm; masa ciała: samce 1775–2425 g, samice 1500–2150 g.
Obie płcie są do siebie podobne. W sezonie lęgowym upierzenie w większości błyszcząco czarne, płaszcz i górna powierzchnia skrzydeł z brązowym odcieniem; na głowie pojedyncze, a na tyle szyi znacznie liczniejsze białe włosowate piórka (nadające szyi kropkowany wygląd), na kuprze biała plama. Poza sezonem lęgowym upierzenie bardziej matowe i jednolicie brązowoczarne.
Zasięg występowaniaZamieszkuje wybrzeża południowo-zachodniej Afryki – od środkowej Namibii do południowo-zachodniej RPA; poza sezonem lęgowym widywany też dalej na północ – do północno-zachodniej Namibii.
StatusW Czerwonej księdze gatunków zagrożonych IUCN kormoran białorzytny jest klasyfikowany jako gatunek zagrożony (EN – Endangered). Liczba ptaków w przeciągu ostatnich dziesięcioleci gwałtownie spadła m.in. w wyniku komercyjnych połowów ryb. Szacuje się, że populacja ptaków wynosi obecnie (2015) około 5 tys. dojrzałych osobników.